# بخش خونین (مندوزا)
بخش خونین (به اسپانیایی: Departamento Junín) یک منطقهٔ مسکونی در آرژانتین است که در استان مندوسا واقع شده‌است. بخش خونین ۲۶۳ کیلومتر مربع مساحت و ۳۵٬۰۴۵ نفر جمعیت دارد.